# 티웨이항공
티웨이항공(영어: T'way Air)은 대한민국의 저비용항공사다. 노선 등을 운항 중이며 국제선은 김포-타이베이, 대구-타이베이를 비롯한 여러 노선을 운항 중이다. 현재 국내선은 김포-제주, 대구-제주, 광주-제주, 청주-제주, 광주-양양.

## 회사
티웨이항공은 코스피 상장 기업(한국: 091810)이며 2021년 현재 회사 규모는 시가총액 7,120억원 정도다.
티웨이항공은 2010년 8월 (주)한성항공에서 티웨이항공으로 상호 명을 바꾼뒤 재취항했으며 대한민국에서 국내항공운송사업 운항증명(Air Operator's Certificate)을 획득함과 동시에 김포 ~ 제주 운항을 개시했다. 티웨이항공은 2011년 한국소비자원이 주관한 '저비용 항공사 소비자 만족도 평가' 6개 평가지표 중 5개 항목에서 가장 우수한 점수를 받았으며 2012년 한국교통연구원이 시행한 '항공교통서비스 시범평가'에서 저비용 항공사 중 가장 우수한 평가를 받았다. 그 결과 티웨이항공은 2013년, 설립 3년 만에 항공기 5대 만으로 흑자를 달성했다.
또한 대한민국 항공사 최초로 전 항공기에 가죽시트를 적용하는 교체작업을 진행 중이다. 항공기 제작 시에 장착되어 있던 기존 가죽시트를 사용하는 경우는 있지만 신규로 제작하여 사용하는 것은 대한민국 최초다.

티웨이항공은 대한민국 저비용항공사 최초로 대구와 광주에 취항하였으며 대구 ~ 제주 노선은 2014년 3월 30일부터 매일 5회 운항(증편)
, 광주 ~ 제주 노선은 2014년 9월 4일부터 매일 3회, 청주-제주 노선은 2020년 4월 취항하여 매일 6회 운항하고있다.
2019년 광동체 여객기를 도입하여 중장거리 노선에 도전하겠다는 계획이 나왔다. 2022년 A330-300 기종 3대를 도입했다. 2018년 8월 1일 한국거래소(KRX) 유가증권시장에 기업공개를 완료하고 상장되었다.
티웨이항공은 대한민국의 항공운송보조주주업인 티웨이홀딩스에 소속 되어 있다가 2025년 대명소노그룹에 인수되었다

## 역사

### 2000년대

#### 2004년
- 3월: 충청지역항공추진사업단을 발족
- 7월: 청주시와 업무협약 및 항공기도입 계약 체결
- 8월: (주)한성항공으로 상호를 변경(대표이사 이덕형)[5]

#### 2005년
- 5월: 부정기 항공운송사업 면허를 취득
- 6월 27일: 한성항공 1호기 도입 (ATR 72-200, HL5229)
- 8월 31일: 청주 - 제주 신규취항

#### 2007년
- 6월
  - 한성항공 2호기 도입 (ATR 72-200, HL5230)
  - 한성항공 3호기 도입 (ATR 72-200, HL5233)
  - 10월에 서울(김포) - 제주 노선 증편
  - 청주 - 제주 노선 증편

#### 2008년
- 10월: 경영난으로 운항중단

#### 2009년
- 8월: 서울중앙지법 기업회생절차 개시

### 2010년대

#### 2010년
- 4월: 서울중앙지법에서 회생계획안 인가
- 6월: 1호기 도입 (보잉 737-800, HL8232)[6]
- 8월: (주)티웨이항공으로 회사명 변경[7]
- 9월
  - 2호기 도입 (보잉 737-800, HL8235)
  - 국내항공운송사업 운항증명 획득(Air Operator's Certificate)
  - 서울(김포) - 제주 재취항

#### 2011년
- 1월: 3호기 도입 (보잉 737-800, HL8237)
- 7월: 국제항공운송사업 운항증명 취득(Air Operator's Certificate)
- 8월: 4호기 도입 (보잉 737-800, HL8253)
- 10월: 서울(인천) - 방콕(수완나품) 신규취항
- 12월: 서울(인천) - 후쿠오카 신규취항

#### 2012년
- 1월
  - 서울(인천) - 치앙마이 신규취항
  - 서울(인천) - 씨엠립 신규취항
  - 부산 - 치앙마이 부정기편 신규취항
  - 한국 소비자원 주관 저비용항공사 소비자 만족도 평가 1위 항공사 선정
- 4월: 서울(김포) - 타이베이(쑹산) 신규취항
- 5월: 5호기 도입 (보잉 737-800, HL8268)
- 11월: 화물사업면허 취득
- 12월: 예금보험공사와 예림당 컨소시엄(예림당과 포켓게임즈(현. 티웨이홀딩스))간의 주식 73.15% 매각계약 체결[8]

#### 2013년
- 1월: 서울(인천) - 오키나와 부정기편 신규취항
- 3월
  - 서울(인천) - 하이난 부정기편 신규취항
  - 최대주주 변경(예림당→포켓게임즈(현 티웨이홀딩스))[9]
- 4월~9월: 중국 6개 노선 부정기편 운항 (광저우, 난닝, 원저우, 장자제, 창사, 취안저우)
- 9월: 6호기 도입 (보잉 737-800, HL8294)
- 11월: 서울(인천) - 방콕(수완나품) 화물운송사업개시(인천-방콕 왕복 구간)
- 12월
  - 서울(인천) - 사가 신규취항
  - 서울(인천) - 삿포로 신규취항

#### 2014년
- 3월
  - 7호기 도입 (보잉 737-800, HL8000)
  - LCC 최초 대구 - 제주 신규취항
- 4월: 서울(인천) - 지난 신규취항
- 7월: 8호기 도입 (보잉 737-800, HL8021)
- 9월
  - 서울(인천) - 오이타 신규취항
  - 서울(인천) - 하이커우 신규취항
  - 광주 - 제주 신규취항
- 11월
  - 무안 - 제주 신규취항
  - 서울(인천) - 방콕(수완나품) 화물수송사업 개시
- 12월
  - 9호기 도입 (보잉 737-800, HL8024)
  - 서울(인천) - 오키나와 신규취항

#### 2015년
- 2월 24일: 대구 - 상하이(푸둥) 신규취항
- 3월 4일: 서울(인천) - 비엔티안 신규취항
- 3월 9일: 10호기 도입 (보잉 737-800, HL8030)
- 3월 29일: 서울(인천) - 오사카(간사이) 신규취항
- 3월 30일: 대구 - 오사카(간사이) 신규취항
- 5월 2일: 무안 - 톈진 신규취항
- 5월 17일: 서울(인천) - 인촨 부정기편 신규취항
- 7월 5일: '2015 글로벌 만족도' LCC 여객서비스 부문 1위 수상 휠&타이어 숍 개장
- 9월 22일: 11호기 도입 (보잉 737-800, HL8047)
- 10월 1일: 대구 - 괌 신규취항
- 12월 13일: 12호기 도입 (보잉 737-800, HL8056)
- 12월 14일: 함철호 대표 사임 / 정홍근 대표 선임[10]
- 12월 24일: 서울(인천) - 호치민 시 신규취항

#### 2016년
- 3월 24일: 13호기 도입 (보잉 737-800, HL8067)
- 4월 29일: 14호기 도입 (보잉 737-800, HL8069)
- 5월 5일: 대구 - 타이베이(도원) 신규취항
- 5월 13일: 서울(인천) - 칭다오 신규취항
- 7월 1일: 서울(인천) - 다낭 신규취항
- 7월 8일: 15호기 도입 (보잉 737-800, HL8070)
- 9월 1일
  - 대구 - 후쿠오카 신규취항
  - 대구 - 도쿄(나리타) 신규취항
- 12월 13일
  - 대구 - 홍콩 신규취항
  - 16호기 도입 (보잉 737-800, HL8086)
- 12월 15일: 대구 - 세부 신규취항
- 12월 23일: 서울(인천) - 사이판 신규취항

#### 2017년
- 4월 2일
  - 대구 - 오키나와 신규취항
  - 대구 - 다낭 신규취항
- 4월 28일: 서울(인천) - 구마모토 신규취항
- 6월 12일: 17호기 도입 (보잉 737-800, HL8098)
- 6월 29일: 18호기 도입 (보잉 737-800, HL8220)
- 6월 30일: 제주 - 오사카(간사이) 신규취항
- 7월 1일
  - 부산 - 다낭 신규취항
  - 부산 - 오사카(간사이) 신규취항
- 7월 5일: 19호기 도입 (보잉 737-800, HL8095)
- 9월 2일: 제주 - 도쿄(나리타) 신규취항
- 10월: 지상조업서비스 티웨이에어서비스 설립
- 10월 28일: 대구 - 방콕(수완나품) 신규취항
- 12월 7일: 보잉 737 MAX 8 8대 도입계약 체결
- 12월 15일
  - 서울(인천) - 타이중 신규취항
  - 20호기 도입 (보잉 737-800, HL8300)
- 12월 17일: 서울(인천) - 가오슝 신규취항

#### 2018년
- 1월 17일: 광명역 도심공항터미널 탑승수속 서비스 개시
- 4월 4일: 서울(인천) - 지난 재취항
- 4월 6일: 대구 - 블라디보스토크 신규취항
- 4월 18일: 21호기 도입 (보잉 737-800, HL8306)
- 6월 22일: 가톨릭관동대-티웨이항공 산학협력 협약 체결
- 7월 2일: 대구 - 하바롭스크 신규취항
- 8월 1일: 한국거래소(KRX) 유가증권시에 기업공개, 상장
- 10월 18일: 22호기 도입 (보잉 737-800, HL8323)
- 10월 29일: 대구 - 하바롭스크 무기한 단항
- 11월 2일: 23호기 도입 (보잉 737-800, HL8326)
- 11월 10일: 24호기 도입 (보잉 737-800, HL8324)
- 11월 29일
  - 25호기 도입 (보잉 737-800, HL8327)
  - 대구 - 구마모토 신규취항
  - 대구 - 하노이 신규취항
- 12월 20일: 서울(인천) - 하노이 신규취항
- 12월 21일: 서울(인천) - 클라크 신규취항
- 12월 22일
  - 부산 - 사가 신규취항
  - 부산 - 오이타 신규취항
  - 부산 - 하노이 신규취항
  - 서울(인천) - 오이타 신규취항
  - 무안 - 오이타 신규취항
  - 대구 - 사가 부정기취항
- 12월 27일: 대구 - 클라크 부정기노선 신규취항

#### 2019년
- 1월 12일: 26호기 도입 (보잉 737-800, HL8329)
- 1월 20일: 서울(인천) - 나트랑 신규취항
- 3월 22일: 27호기 도입 (보잉 737-800, HL8363)
- 3월 31일
  - 대구 - 사가 신규취항
  - 대구 - 삿포로 신규취항
- 4월 2일: 서울(인천) - 가고시마 신규취항
- 4월 10일: 제주 - 나고야(주부) 신규취항
- 5월 11일: 28호기 도입 (보잉 737-800, HL8354)
- 6월 20일: 서울(인천) - 푸켓 신규취항
- 7월 24일: 무안 - 오이타 단항
- 9월 1일
  - 부산 - 사가 단항
  - 대구 - 구마모토 단항
  - 대구 - 장자제 신규취항
- 9월 2일: 대구 - 옌지 신규취항
- 10월 2일: 서울(인천) - 칼리보 신규취항
- 12월 22일: 서울(인천) - 선양 신규취항
- 12월 25일: 부산 - 비엔티안 부정기 신규취항
- 12월 26일: 대구 - 비엔티안 신규취항

### 2020년대

#### 2020년
- 1월 15일: 부산 - 비엔티안 신규취항
- 1월 31일: 대구 - 옌지 단항
- 2월 1일: 서울(인천) - 싼야 단항
- 4월 25일: 청주 - 제주 신규취항
- 5월 1일: 서울(김포) - 부산 신규취항
- 6월 26일
  - 양양 - 광주 신규취항
  - 양양 - 부산 신규취항
  - 서울(김포) - 광주 신규취항
- 12월 22일 - 티웨이항공 설립 10주년 기념으로 에어버스 A330 주문 (2022년 도입 예정)

#### 2021년
- 9월 23일: 본사 대구이전 방안 추진

#### 2022년
- 2월 24일 : 28호기 도입 (에어버스 A330-300, HL8501) 도입
- 4월 7일 : 29호기 도입 (에어버스 A330-300, HL8502) 도입
- 5월 21일 : 30호기 도입 (에어버스 A330-300, HL8500) 도입
- 7월 6일 : 서울(인천) - 울란바토르 신규취항
- 12월 23일 : 서울(인천) - 시드니 신규취항

#### 2023년
- 1월 18일 : 31호기 도입 (보잉 737 MAX 8, HL8513) 도입
- 2월 22일 : 구독형 멤버십 티웨이플러스 운영
- 11월 26일 : 청주 - 후쿠오카 신규취항

#### 2024년
- 5월 16일 : 서울(인천) - 자그레브 신규취항
- 8월 8일 : 서울(인천) - 로마 신규취항

## 운항 노선

### 코드셰어 협정
티웨이항공은 다른 항공사들과도 코드셰어 협정을 맺고 있다. 2023년 8월 기준으로 티웨이항공과 코드쉐어를 실시 중인 항공사는 다음과 같다.
- 이스타항공[11][12]
- 타이거 항공 타이완[13]

### 취항지
|  | 허브        |
|  | 취항 예정지 |
|  | 전세편 노선 |
|  | 단항 노선   |

| 도시                                                                              | 공항 IATA            | 공항 ICAO | 공항 이름   | 비고   | 운항 횟수                    |
| --------------------------------------------------------------------------------- | -------------------- | --- | ----------- | ------ | ---------------------------- |
| 서울/김포 \|\| align=center\|GMP\|\|align=center\|RKSS \|\| 김포                  | 허브                 | |             |        |                              |
| 서울/인천 \|\| align=center\|ICN \|\| align=center\|RKSI \|\| 인천                | 허브                 | |             |        |                              |
| 광주 \|\| align=center\|KWJ \|\| align=center\|RKJJ \|\| 광주                     | [ 14 ]               | 일 4회 운항, 제주국제공항 행                                                                                        |             |        |                              |
| 대구 \|\| align=center\|TAE \|\| align=center\|RKTN \|\| 대구                     | 허브                 | 일 6회 운항, 제주국제공항 발                                                                                        |             |        |                              |
| 무안 \|\| align=center\|MWX \|\| align=center\|RKJB \|\| 무안                     | [ 15 ]               | 일 1회 운항, 제주국제공항 행                                                                                        |             |        |                              |
| 부산/김해 \|\| align=center\|PUS\|\|align=center\|RKPK \|\| 김해                  |                      | 일 4회 운항, 김포국제공항 발                                                                                        |             |        |                              |
| 양양 \|\| align=center\|YNY \|\| align=center\|RKNY \|\| 양양                     | [ 16 ] [ 17 ]        | 일 1회 운항, 광주공항 행 일 1회 운항, 김해국제공항 행                                                               |             |        |                              |
| 제주 \|\| align=center\|CJU \|\| align=center\|RKPC \|\| 제주                     | 제2 허브             | 일 13회 운항, 김포국제공항 발                                                                                       |             |        |                              |
| 청주 \|\| align=center\|CJJ \|\| align=center\|RKTU \|\| 청주                     |                      | 일 3회 운항, 제주국제공항 발                                                                                        |             |        |                              |
| 베이징                                                                            | PKX                  | ZBAD | 다싱        | [ 18 ] | 주 3회 운항, 인천국제공항 발 |
| 싼야 \|\| align=center\|SYX \|\| align=center\|ZJSY\|\| 펑황                      |                      | 주 2회 운항, 인천국제공항 발                                                                                        |             |        |                              |
| 선양 \|\| align=center\|SHE \|\| align=center\|ZYTX \|\| 타오셴                   |                      | 일 2회 운항, 인천국제공항 발                                                                                        |             |        |                              |
| 옌지 \|\| align=center\|YNJ \|\| align=center\|ZYYJ \|\| 차오양촨                 | [ 19 ]               | 주 3회 운항, 대구국제공항 발                                                                                        |             |        |                              |
| 원저우                                                                            | WNZ                  | ZSWZ | 롱완        | [ 20 ] | 주 6회 운항, 인천국제공항 발 |
| 장자제 \|\| align=center\|DYG \|\| align=center\|ZGDY \|\| 장자제                 |                      | 주 2회 운항, 대구국제공항 발                                                                                        |             |        |                              |
| 지난 \|\| align=center\|TNA \|\| align=center\|ZSJN \|\| 야오창                   | [ 20 ]               | 주 2회 운항, 인천국제공항 발                                                                                        |             |        |                              |
| 칭다오 \|\| align=center\|TAO \|\| align=center\|ZSQD \|\| 류팅                   |                      | 주 7회 운항, 인천국제공항 발                                                                                        |             |        |                              |
| 칭다오                                                                            | TAO                  | ZSQD | 자오둥      | [ 21 ] | 주 7회 운항, 인천국제공항 발 |
| 마카오 \|\| align=center\|MFM \|\| align=center\|VMMC \|\| 마카오                 | [ 22 ]               | 주 5회 운항, 인천국제공항 발                                                                                        |             |        |                              |
| 홍콩 \|\| align=center\|HKG \|\|align=center\|VHHH \|\| 홍콩                      | [ 23 ]               | 주 10회 운항, 인천국제공항 발 주 7회 운항, 대구국제공항 발 주 3회 운항, 제주국제공항 발                             |             |        |                              |
| 도쿄 \|\| align=center\|NRT \|\| align=center\|RJAA \|\| 나리타                   | [ 24 ]               | 일 3회 운항, 인천국제공항 발 주 7회 운항, 대구국제공항 발 주 3회 운항, 제주국제공항 발                              |             |        |                              |
| 가고시마\|\| align=center\|KOJ \|\| align=center\|RJFK \|\| 가고시마              | [ 25 ] [ 26 ]        | 주 3회 운항, 인천국제공항 발                                                                                        |             |        |                              |
| 구마모토 \|\| align=center\|KMJ \|\| align=center\|RJFT \|\| 구마모토             | [ 26 ] [ 27 ] [ 28 ] | 주 4회 운항, 인천국제공항 발                                                                                        |             |        |                              |
| 기타큐슈 \|\| align=center\|KKJ \|\| align=center\|RJFR \|\| 기타큐슈             | [ 28 ]               | 주 7회 운항, 무안국제공항 발                                                                                        |             |        |                              |
| 나고야 \|\| align=center\|NGO \|\| align=center\|RJGG \|\| 주부                   | [ 29 ]               | 주 7회 운항, 인천국제공항 발 주 4회 운항, 제주국제공항 발                                                           |             |        |                              |
| 사가 \|\| align=center\|HSG \|\| align=center\|RJFS \|\| 사가                     | [ 26 ] [ 30 ]        | 주 9회 운항, 인천국제공항 발 주 3회 운항, 김해국제공항 발 주 4회 운항, 대구국제공항 발                              |             |        |                              |
| 삿포로 \|\| align=center\|CTS \|\| align=center\|RJCC \|\| 신치토세               | [ 26 ]               | 주 12회 운항, 인천국제공항 발 주 7회 운항, 대구국제공항 발                                                          |             |        |                              |
| 오사카 \|\| align=center\|KIX \|\| align=center\|RJBB \|\| 간사이                 |                      | 일 2회 운항, 인천국제공항 발 주 7회 운항, 대구국제공항 발 주 5회 운항, 김해국제공항 발 주 5회 운항, 제주국제공항 발 |             |        |                              |
| 오이타 \|\| align=center\|OIT \|\| align=center\|RJFO \|\| 오이타                 | [ 26 ] [ 31 ] [ 32 ] | 주 7회 운항, 인천국제공항 발 주 3회 운항, 무안국제공항 발                                                           |             |        |                              |
| 오키나와 \|\| align=center\|OKA \|\| align=center\|ROAH \|\| 나하                 | [ 26 ] [ 33 ]        | 주 7회 운항, 인천국제공항 발 주 4회 운항, 대구국제공항 발                                                           |             |        |                              |
| 후쿠오카 \|\| align=center\|FUK \|\| align=center\|RJFF \|\| 후쿠오카             | [ 34 ]               | 일 3회 운항, 인천국제공항 발 일 1회 운항, 대구국제공항 발                                                           |             |        |                              |
| 타이베이 \|\| align=center\|TPE \|\| align=center\|RCTP \|\| 타오위안             | [ 35 ]               | 주 12회 운항, 대구국제공항 발                                                                                       |             |        |                              |
| 타이베이                                                                          | TSA                  | RCSS | 쑹산        | [ 36 ] | 주 7회 운항, 김포국제공항 발 |
| 가오슝 \|\| align=center\|KHH \|\| align=center\|RCKH \|\| 가오슝                 | [ 37 ]               | 주 7회 운항, 인천국제공항 발 주 5회 운항, 김해국제공항 발                                                           |             |        |                              |
| 타이중 \|\| align=center\|RMQ \|\| align=center\|RCMQ \|\| 타이중                 | [ 37 ]               | 주 7회 운항, 인천국제공항 발 주 4회 운항, 김해국제공항 발                                                           |             |        |                              |
| 울란바토르                                                                        | ULN                  | ZMUB | 부얀트 우카 | [ 38 ] | 주 3회 운항, 인천국제공항 발 |
| 울란바토르                                                                        | UBN                  | ZMUK | 칭기즈 칸   |        | 주 3회 운항, 인천국제공항 발 |
| 비엔티안 \|\| align=center\|VTE\|\|align=center\|VLVT \|\| 왓따이                 | [ 39 ]               | 주 7회 운항, 인천국제공항 발 주 2회 운항, 대구국제공항 발 주 2회 운항, 김해국제공항 발                              |             |        |                              |
| 하노이 \|\| align=center\|HAN \|\| align=center\|VVNB \|\| 노이바이               | [ 40 ]               | 주 7회 운항, 인천국제공항 발 주 7회 운항, 김해국제공항 발 주 7회 운항, 대구국제공항 발                              |             |        |                              |
| 냐짱 \|\| align=center\|CXR \|\| align=center\|VVCR \|\| 깜라인                   | [ 41 ]               | 일 2회 운항, 인천국제공항 발 주 7회 운항, 대구국제공항 발                                                           |             |        |                              |
| 다낭 \|\| align=center\|DAD \|\| align=center\|VVDN \|\| 다낭                     | [ 42 ]               | 일 3회 운항, 인천국제공항 발 주 7회 운항, 대구국제공항 발 주 7회 운항, 김해국제공항 발                              |             |        |                              |
| 호찌민 \|\| align=center\|SGN\|\|align=center\|VVTS \|\|떤썬녓                    | [ 43 ]               | 주 7회 운항, 인천국제공항 발                                                                                        |             |        |                              |
| 싱가포르 \|\| align=center\|SIN \|\| align=center\|WSSS \|\| 창이                 | [ 44 ]               | 주 2회 운항, 인천국제공항 발                                                                                        |             |        |                              |
| 방콕 \|\| align=center\|BKK \|\| align=center\|VTBD \|\| 돈므앙                   | [ 45 ]               | 주 7회 운항, 인천국제공항 발 주 4회 운항, 청주국제공항 발                                                           |             |        |                              |
| 방콕 \|\| align=center\|BKK\|\|align=center\|VTBS \|\| 수완나품                   | [ 46 ] [ 47 ]        | 주 7회 운항, 인천국제공항 발 주 7회 운항, 대구국제공항 발                                                           |             |        |                              |
| 치앙마이 \|\| align=center\|CNX \|\| align=center\|VTCC \|\| 치앙마이             | [ 48 ]               | 주 7회 운항, 인천국제공항 발                                                                                        |             |        |                              |
| 푸껫 \|\| align=center\|HKT \|\| align=center\|VTSP \|\| 푸껫                     | [ 49 ]               | 주 6회 운항, 인천국제공항 발                                                                                        |             |        |                              |
| 세부 \|\| align=center\|CEB \|\|align=center\|RPVM \|\| 막탄 세부                 | [ 50 ]               | 주 7회 운항, 대구국제공항 발                                                                                        |             |        |                              |
| 칼리보 \|\| align=center\|KLO \|\| align=center\|RPVK \|\| 칼리보                 | [ 51 ]               | 주 7회 운항, 인천국제공항 발 주 6회 운항, 대구국제공항 발                                                           |             |        |                              |
| 클라크 \|\| align=center\|CRK \|\| align=center\|RPLC \|\| 디오스다도 마카파갈    | [ 51 ] [ 52 ]        | 주 5회 운항, 인천국제공항 발 주 3회 운항, 대구국제공항 발                                                           |             |        |                              |
| 타슈켄트 \|\| align=center\|TAS \|\| align=center\|UTTT \|\| 유즈니               | [ 53 ]               | 주 4회 운항, 인천국제공항 발                                                                                        |             |        |                              |
| 비슈케크                                                                          | FRU                  | UCFM | 마나스      | [ 54 ] | 주 1회 운항, 인천국제공항 발 |
| 블라디보스토크 \|\| align=center\|VVO \|\| align=center\|UHWW \|\| 블라디보스토크 | [ 55 ]               | 주 5회 운항, 인천국제공항 발 주 7회 운항, 대구국제공항 발                                                           |             |        |                              |
| 하바롭스크 \|\| align=center\|KHV \|\| align=center\|UHHH \|\| 하바롭스크         | [ 56 ] [ 57 ] [ 58 ] | 주 3회 운항, 인천국제공항 발 주 3회 운항, 대구국제공항 발                                                           |             |        |                              |
| 프랑크푸르트 \|\| align=center\|FRA \|\| align=center\|EDDF \|\| 프랑크푸르트     | [ 59 ]               | 주 3회 운항, 인천국제공항 발                                                                                        |             |        |                              |
| 로마 \|\| align=center\|FCO \|\|align=center\|LIRF \|\| 레오나르도 다 빈치        | [ 60 ]               | 주 3회 운항, 인천국제공항 발                                                                                        |             |        |                              |
| 바르셀로나 \|\| align=center\|BCN \|\| align=center\|LEBL \|\| 바르셀로나         | [ 60 ]               | 주 3회 운항, 인천국제공항 발                                                                                        |             |        |                              |
| 파리 \|\| align=center\|CDG \|\| align=center\|LFPG \|\| 샤를 드 골               | [ 61 ]               | 주 4회 운항, 인천국제공항 발                                                                                        |             |        |                              |
| 자그레브                                                                          | ZAG                  | LDZA | 자그레브    | [ 62 ] | 주 3회 운항, 인천국제공항 발 |
| 시드니 \|\| align=center\|SYD \|\| align=center\|YSSY\|\| 킹스포드 스미스         | [ 63 ]               | 주 4회 운항, 인천국제공항 발                                                                                        |             |        |                              |
| 괌 \|\| align=center\|GUM \|\| align=center\|PGUM \|\| 앤토니오 B. 원 팻          | 오사카 경유          | 주 7회 운항, 인천국제공항 발 주 7회 운항, 대구국제공항 발                                                           |             |        |                              |
| 사이판 \|\| align=center\|SPN \|\| align=center\|PGSN \|\| 사이판                 | [ 66 ]               | 일 2회 운항, 인천국제공항 발                                                                                        |             |        |                              |

## 보유 기종
- 2025년 7월 기준으로 다음과 같이 보유하고 있으며 평균 기령은 13.4년이다.[67][68][69]

## 사건
- 2016년 8월 7일, 오사카에서 인천으로 돌아오는 티웨이항공 282편 테일스트라이크 사고가 일어났다. 인천국제공항에 착륙했다가 자세 불안정으로 재이륙하는 과정에서 과도하게 기수를 들어 올리다 동체 후미부문을 활주로에 부딪혀서 테일스트라이크가 일어났으나, 인명피해는 없었다.[78]

## 광고

### GBUS TV
티웨이항공은 GBUS TV에서 자사의 항공편 영상을 광고하고 있다.

### 대구 도시철도 3호선
티웨이항공은 대구 도시철도 3호선의 열차에 랩핑을 하여 운행하고 있다.

## 같이 보기
- 저비용 항공사 목록